# Metachrostis anticalis
Metachrostis anticalis är en fjärilsart som beskrevs av Walker 1865. Metachrostis anticalis ingår i släktet Metachrostis och familjen nattflyn. Inga underarter finns listade i Catalogue of Life.